# Bell Bottom Blues
"Bell Bottom Blues" é uma canção composta por Eric Clapton e Bobby Whitlock, gravada pelo grupo Derek and the Dominos e lançada no álbum Layla and Other Assorted Love Songs em novembro de 1970.
No mesmo ano do lançamento do álbum, apareceu no lado-B do single "Layla". Em 1971, foi lançada como lado-A do single "Bell Bottom Blues" / "Keep on Growing", e em 1973 novamente como lado-A em "Bell Bottom Blues" / "Little Wing".
Sem Duane Allman, Clapton compensa a ausência do segundo guitarrista usando a técnica de overdub ao gravar tanto a guitarra base quanto rítmica.
Calças em estilo boca-de-sino (bell-bottom em inglês) eram moda na época. De acordo com Clapton, a canção foi composta em homenagem a Pattie Boyd, que lhe pedira para trazer dos Estados Unidos um par de calças jeans boca-de-sino. Boyd, então alvo de um amor não-correspondido de Clapton, voltaria a ser homenageada em outras composições do álbum, como "Layla" e "I Looked Away".